# Гурський Анатолій Іванович
Анатолій Іванович Гу́рський (27 липня 1936, Великі Осняки, Ріпкинський район, Чернігівська область, Українська СРР, СРСР — 8 липня 2018, Житомир, Україна) — український актор театру.  Народний артист Української РСР (1990). Заслужений артист Української РСР (1974). Чоловік актриси Нонни Гурської.

## Біографія
Народився 27 липня 1936 року в селі Великих Осняках (нині Чернігівський район Чернігівської області, Україна). 1960 року закінчив Київський інститут театрального мистецтва, навчався зокрема у Василя Харченка.
Упродовж 1960—1971 років працював у Чернігівському українському музично-драматичному театрі; у 1971—1981 роках — у Рівненському українському музично-драматичному театрі; у 1981—1993 — у Волинському музично-драматичному театрі; з 1993 року — в Житомирському українському музично-драматичному театрі.
Помер у Житомирі 8 липня 2018 року.

## Ролі
- Роман, Гнат («Сто тисяч», «Безталанна» Івана Карпенка-Карого);
- Борис, Микита («Доки сонце зійде, роса очі виїсть», «Титарівна» Марка Кропивницького);
- Незнамов, Паратов («Без вини винні», «Безприданниця» Олександра Островського);
- Мендель Крик («Биндюжник і король» за п'єсою Ісака Бабеля «Занепад»);
- Наливайко (за романом «Наливайко» Івана Ле);
- Михайло Гурман («Украдене щастя» Івана Франка);
- Банко («Макбет» Вільяма Шекспіра);
- Карл Моор, Фердинанд («Розбійники», «Підступність і кохання» Фрідріха Шиллера);
- Давидов («Піднята цілина» за Михайлом Шолоховим);
- Міхай Груя («Святая святих» Йона Друце);
- Подкольосін («Женихи» за Миколою Гоголем);
- Гриць («У неділю рано зілля копала» за Ольгою Кобилянською);
- Василь, Гірей («Циганка Аза», «Маруся Богуславка»  Михайла Старицького);
- Лестер («Дженні Герхардт» Теодора Драйзера);
- Феб, Фабіано Фабіані («Собор Паризької богоматері», «Марія Тюдор» Віктор Гюго);
- Теодоро («Собака на сіні» Лопе де Веги).